# Endoxyla parallela
Endoxyla parallela är en svampart som först beskrevs av Elias Fries, och fick sitt nu gällande namn av Pier Andrea Saccardo 1882. Endoxyla parallela ingår i släktet Endoxyla och familjen Boliniaceae.  Arten är reproducerande i Sverige. Inga underarter finns listade i Catalogue of Life.